# الحزب الجمهوري الراديكالي
الحزب الجمهوري الراديكالي (بالإسبانية: Partido Republicano Radical)‏ ويختصر في بعض الأحيان بالحزب الراديكالي، هو حزب سياسي إسباني له فكر جمهوري راديكالي، أسسه أليخاندرو ليروكس في سانتاندير - كانتابريا خلال حقبة عودة البوربون سنة 1908 بعد انفصاله عن حزب الاتحاد الجمهوري التاريخي بقيادة نيكولاس سالميرون.
بالرغم من أنه كان له دور حذر خلال سنواته الأولى إلا أنه أصبح خلال الجمهورية الثانية أحد أهم التكوينات السياسة الإسبانية، حيث شارك في الحكومة في عدة مناسبات. ولكن بعد تعرضه لفضائح فساد عديدة دخل الحزب الراديكالي في أزمة قوية كانت تعني اختفائه من الحياة الإسبانية العامة. وبالنهاية انتهى الحزب بعد اندلاع الحرب الأهلية.

## البداية والتأسيس

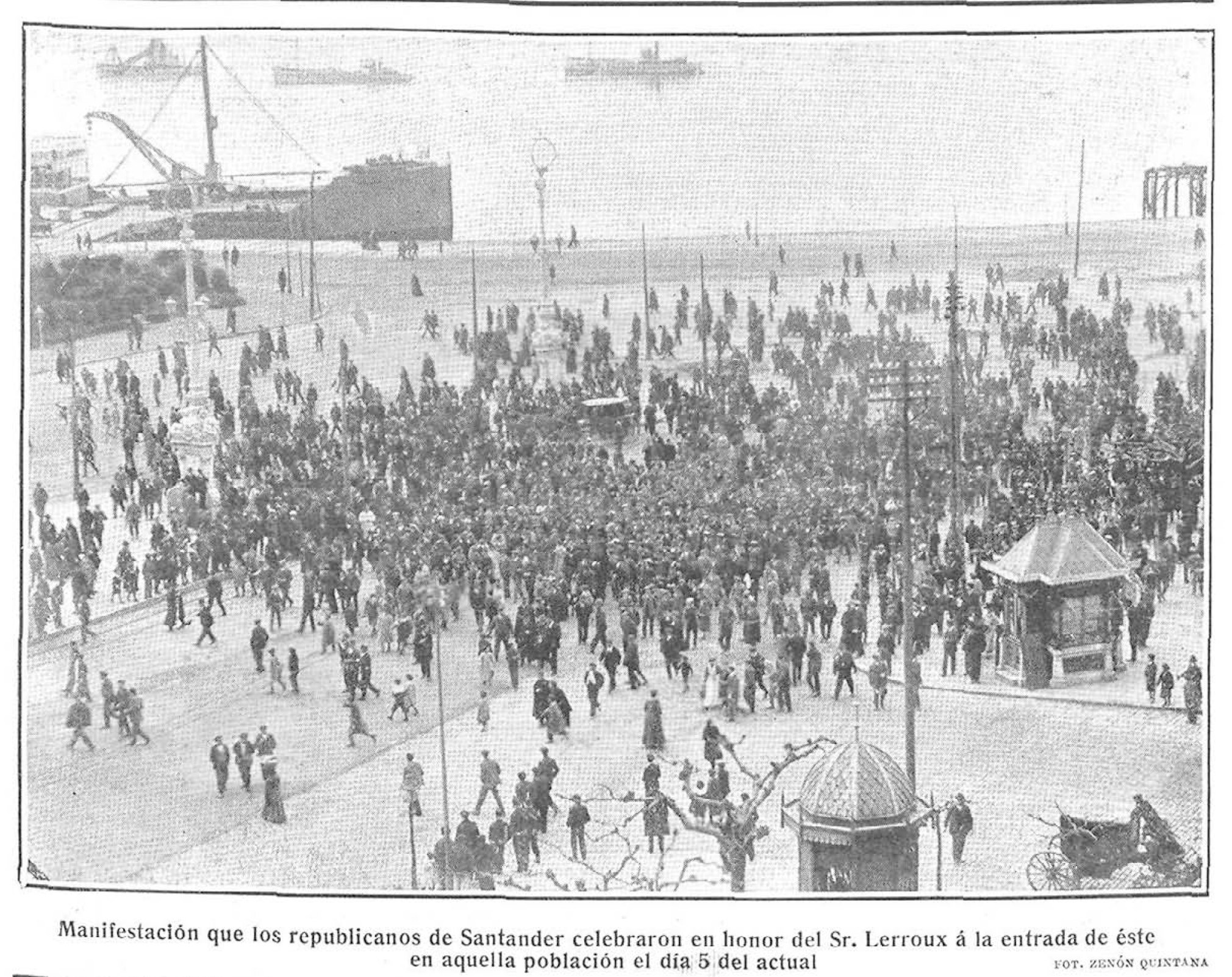
وصول ليروكس إلى سانتاندير في 5 يناير 1908. حيث افتتح في اليوم التالي بمسرح المدينة الرئيسي جلسة تأسيسية للحزب الراديكالي.

أسس اليخاندرو ليروكس الحزب في سانتاندر، بعدما انفصل هو وأنصاره عن حزب الاتحاد الجمهوري لنيكولاس سالميرون سنة 1908. وجرى تأسيس الحزب يوم 6 يناير 1908 بعد مسيرة نحو المسرح الرئيسي لسانتاندير.
وكان السبب في انفصاله أن الاتحاد الجمهوري شكل في كاتالونيا في مايو 1906 ائتلاف كبير برئاسة نيكولاس سالميرون اندمج فيه الجمهوريين -باستثناء حزب اليخاندرو ليروكس- والكاتالان -المجموعة الإقليمية لكاتالونيا والاتحاد الكاتالاني والمركز الجمهوري القومي وهي مجموعة منشقة من المجموعة الإقليمية قبل بضعة أشهر- وحتى الكارليون الكاتالونيون مكونا التكتل الكتالوني، مما تسبب في أزمة خطيرة في الائتلاف الجمهوري. وانتهي الأمر أيضاً بقيام الجمهوريين «المتشككين» بالانفصال في تشكيل جديد. وهكذا روج ليروكس لإنشاء الحزب الراديكالي بفكرة إعادة هيكلة ما تبقى حوله من الاتحاد الجمهوري وغيره من العناصر الجمهورية المتناثرة.
ولكن بوجود قواعد أيديولوجية غير ثابتة، تغيرت إيديولوجية الحزب تغييرا كبيرا بمرور الوقت من معاداته العنيفة ضد رجال الدين ومشاركته في الأسبوع المأساوي سنة 1909 إلى تحالفه مع الاتحاد الإسباني المحافظ المتمثل في اليمين المستقل في الجمهورية الإسبانية الثانية سنة 1931. كان أليخاندرو ليروكس شخصية مثيرة للجدل معروفة بفساده وخطابه الديماغوجي.
تمتع الراديكاليون بنجاحهم في برشلونة، حيث نافسوا الرابطة الإقليمية لكاتالونيا المحلية وهيمنوا على سياسة بلدية برشلونة. في الوقت الذي تعرض فيها ليروكس لاتهامات بالفساد إلا أنه اكتسب مهارات في تعبئة الطبقات الدنيا. وإلى سنة 1914 كان يلقب «إمبراطور باراليلو» (وهو حي للطبقة العاملة في المدينة). كان الجمهوريون التقليديون متشككين دومًا في راديكالية ليروكس، وسبب ذلك إلى مزاعم بأن الحزب الليبرالي يموله لكي يبعد الطبقة العاملة عن الأناركية النقابية.

### السنوات الأولى
خلال سنواته الأولى حافظ الحزب على مركز ثقله في برشلونة وكاتالونيا، لكنه بقي بعيدا عن الأحزاب الكاتالونية الأخرى وركز أكثر على عمال دائرته. ترك حزب لليروكس اليسار الكاتلاني بدون إمكانات سياسية على الأقل حتى 1923.
وفي انتخابات 1910 العامة تحالف الحزب الراديكالي مع الأحزاب الجمهورية الأخرى وأحزاب اليسار تحت اسم الائتلاف الاشتراكي-الجمهوري، وتمكنوا من نيل 8 مقاعد في البرلمان. ويعد ذلك أول نجاح سياسي كبير له في الانتخابات، وبعدها بأربع سنوات دخل الحزب في تحالف انتخابي مع الاتحاد الفيدرالي القومي الجمهوري (UFNR) في انتخابات 1914 وايضا في انتخابات 1916، ولكن التحالف لم يتكرر بعدها بسبب ضعف النجاحات التي نالها في كلا الانتخابات.
وقد أصبح ليروكس في هذا الوقت الزعيم الجمهورياتي بلا منازع، واستمر في هذا الوضع حتى إقامة ديكتاتورية بريمو دي ريفيرا سنة 1923، وإن كان تمثيل الحزب البرلماني متواضع في الكورتيس. ولكن خلال فترة الديكتاتورية اختبأ الحزب وابقى ليروكس على نشاط سياسي خفي.

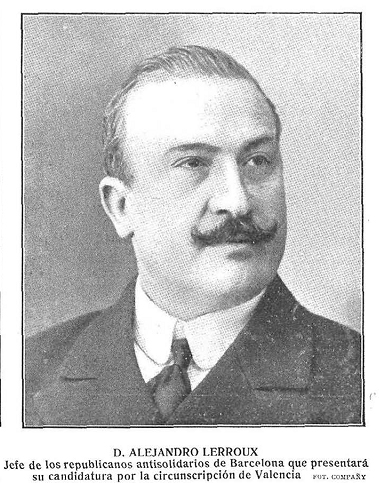
ليروكس في سنة 1908.

عانى الحزب في سنة 1929 من أول انقسام له، فانفصل القطاع الأكثر تقدمًا في الحزب عنه لينشأ الحزب الجمهوري الراديكالي الاشتراكي (PRRS)، ومن ثم انفصل جزء من PRRS لينضم إلى اليسار الجمهوري لمانويل أثانيا (IR).
في نهاية عهد ألفونسو الثالث عشر مع معاناة النظام من أزمة عميقة، كان الراديكاليون وقعوا على ميثاق سان سباستيان وشاركوا في الحكومة المؤقتة التي أعقبت إسقاط النظام الملكي في أبريل 1931. ونالوا 89 مقعدًا في انتخابات 1931.

### الجمهورية الثانية
شكلت مجموعة عمل برلمانية عند مناقشة الدستور لسنة 1931 وكان الحزب الراديكالي من ضمنهم، حيث كان لديها 90 برلمانياً أي ثاني أكبر عدد في الكورتيس التأسيسي بعد الاشتراكيين، حيث دعمت بالعموم المشروع الذي قدمته لجنة الدستور وخاصة الدولة المتكاملة التي سمحت بتشكيل «مناطق الحكم الذاتي». ومع ذلك فإنه اختلف على بعض النقاط المهمة مثل أن الكورتيس كان من مجلس واحد حيث أنهم يدعمون النظام الثنائي. وفي ديسمبر 1931 ترك ليروكس حكومة أثانيا لأنه اختلف معه حول استمرارية التحالف الجمهوري-الاشتراكي الذي استمر به. ومنذ ذلك الحين قاد الحزب المعارضة البرلمانية الرئيسية لسياسة اليسار التي يقودها مانويل أثانيا، وعملت على جذب بعض الشخصيات السياسية المعتدلة كانت ملكية قبل ديكتاتورية بريمو دي ريفيرا مثل سانتياغو ألبا.
بعد انتصار اليمين في انتخابات 1933 حيث تمكن الراديكاليون من نيل 104 مقاعد، فحاولوا تشكيل الحكومة وحدهم في البداية وبدعم من زعيم سيدا خوسيه ماريا جيل روبلز، وبعدها ساهم معهم محافظي سيدا. واجهت الحكومة أثناء وجودها إضراب عمال التعدين الأستوريين سنة 1934 التي نظمها الاشتراكيون. فقمعت الحكومة الإضراب بقسوة في أستورياس بالإضافة إلى تمرد في كاتالونيا بقيادة رئيس حكومة كتالونيا لويس كومبانيس (يسار كتالونيا الجمهوري) الذي أعلن فيه قيام دولة كتالونيا وهي جزء من الجمهورية الفيدرالية الإسبانية. ولكن تمكنت الحكومة من السيطرة على الوضع في البلاد، واعتقلت الحكومة الراديكالية كومبانيز وعلقت حكومة كتالونيا وأمرت قوات الأمن والفيلق الإسباني بمحاربة انتفاضة العمال في أستورياس، والتي قمعها الجنرال فرانكو بشدة.
بدأت السياسات اليمينية المتزايدة للحزب الجمهوري الراديكالي في خلق مشاكل قوية في داخله، وهو أمر ظهر جليا عندما غادرت النائبة كلارا كامبوامور الحزب. وفي أبريل 1934 ترك رئيس الجمهورية دييغو مارتينيز باريو الحزب ليؤسس الحزب الديمقراطي الراديكالي الذي أصبح نواة الاتحاد الجمهوري الجديد. كان هذا القطاع من الحزب على خلاف مع خط اليمين المتنامي للأغلبية الراديكالية التي سعت إلى مواصلة الحكم بدعم حاسم من سيدا. وغالباً ما كان ينظر إلى الحزب على أنه مناهض للدين وقريب من الماسونية الإسبانية.

### الاضمحلال والانحلال
توالت الحكومات الراديكالية خلال الفترة من 1933 - 1935، على الرغم من ازدياد ضعفها باضطراد خلال العديد من فضائح الفساد (فضيحة سترابرلو ونومبيلا) التي شارك فيها قادتها، مما أدى إلى ترك ليروكس الحكومة في سبتمبر 1935. ولم يتمكن الحزب الراديكالي المعافاة أبداً. ففي انتخابات 1936 التي انتصر فيها ائتلاف الجبهة الشعبية اليساري عانى الحزب من انتكاسة خطيرة، فقد فاز بـ 1,1٪ من الأصوات أي خمسة مقاعد فقط. مما ترك الحزب في ضياع سياسي. ولم يتمكن حتى ليروكس نفسه من الحصول على كرسي برلماني. وبعد انتصار المعارضة في الحرب الأهلية تم حظر الحزب الجمهوري الراديكالي مثل بقية الأحزاب السياسية النشطة خلال الجمهورية.

## نتائج الانتخابات
| 1910 | ?     | 8 / 404   | ▲ 8  | دخل في الائتلاف الاشتراكي-الجمهوري.         |  |  |
| 1914 | ?     | 5 / 408   | ▼ 3  | تحالف مع الاتحاد الفيدرالي القومي الجمهوري. |  |  |
| 1916 | ?     | 5 / 409   | 0    | تحالف مع الاتحاد الفيدرالي القومي الجمهوري. |  |  |
| 1918 | 0,49% | 2 / 409   | ▼ 3  | ضمن "تحالف اليسار".                         |  |  |
| 1919 | 0,98% | 4 / 409   | ▲ 2  |                                             |  |  |
| 1920 | 1.96% | 8 / 409   | ▲ 4  |                                             |  |  |
| 1923 | 1.71% | 7 / 409   | ▼ 1  |                                             |  |  |
|      |       |           |      |                                             |  |  |
| 1931 | 19.1% | 90 / 470  | ▲ 90 | التحالف الجمهوري-الاشتراكي.                 |  |  |
| 1933 | 21.6% | 102 / 473 | ▲ 12 | داخل مع ائتلاف جمهوريو الوسط.               |  |  |
| 1936 | 1.1%  | 5 / 473   | ▼ 97 |                                             |  |  |

## قائمة المراجع
- Buffery، Helena؛ Marcer، Elisenda (2011). Historical Dictionary of the Catalans. The Scarecrow Press.{{استشهاد بكتاب}}:  صيانة الاستشهاد: أسماء متعددة: قائمة المؤلفين (link)
- De la Granja، José Luis؛ Beramendi، Justo؛ Anguera، Pere (2001). La España de los nacionalismos y las autonomías. Madrid: Síntesis. ISBN:84-7738-918-7. {{استشهاد بكتاب}}: الوسيط غير المعروف |enlaceautor3= تم تجاهله (مساعدة) والوسيط غير المعروف |enlaceautor= تم تجاهله يقترح استخدام |author-link= (مساعدة)صيانة الاستشهاد: أسماء متعددة: قائمة المؤلفين (link)
- De Riquer، Borja (2013). Alfonso XIII y Cambó. La monarquía y el catalanismo político. ISBN:978-84-9006-594-5. {{استشهاد بكتاب}}: الوسيط غير المعروف |editorial= تم تجاهله يقترح استخدام |publisher= (مساعدة)، الوسيط غير المعروف |enlaceautor= تم تجاهله يقترح استخدام |author-link= (مساعدة)، والوسيط غير المعروف |ubicación= تم تجاهله يقترح استخدام |location= (مساعدة)صيانة الاستشهاد: أسماء متعددة: قائمة المؤلفين (link)
- Ehrlich، Charles E. (2004). Lliga regionalista. Lliga Catalana 1901-1936. Barcelona: Instituto Cambó/Editorial Alpha.{{استشهاد بكتاب}}:  صيانة الاستشهاد: أسماء متعددة: قائمة المؤلفين (link)
- González Casanova، José Antonio (1979). Federalismo y Autonomía. Cataluña y el Estado Español 1868-1938. Crítica.{{استشهاد بكتاب}}:  صيانة الاستشهاد: أسماء متعددة: قائمة المؤلفين (link)
- Guereña، Jean-Louis؛ Morales Muñoz، Manuel (2006). Los nacionalismos en la España contemporánea. Ideologías, movimientos y símbolos. Diputación de Málaga.{{استشهاد بكتاب}}:  صيانة الاستشهاد: أسماء متعددة: قائمة المؤلفين (link)
- Hernández Sánchez، Antonio (2000). Nacionalismo. Pasado, presente y futuro. Ediciones de la Universidad de Castilla-La Mancha.{{استشهاد بكتاب}}:  صيانة الاستشهاد: أسماء متعددة: قائمة المؤلفين (link)
- Molas، Isidre؛ Jiménez de Parga، Manuel (1972). Lliga catalana (1933-1936): un estudi d'Estasiología. Universidad, Facultad de Derecho. ISBN:9788429708585. مؤرشف من الأصل في 2022-07-06. {{استشهاد بكتاب}}: الوسيط غير المعروف |fechaacceso= تم تجاهله يقترح استخدام |access-date= (مساعدة)صيانة الاستشهاد: أسماء متعددة: قائمة المؤلفين (link)
- Moreno Luzón، Javier (2009). Restauración y Dictadura. Vol. 7 Historia de España dirigida por Josep Fontana y Ramón Villares. ISBN 978-84-4423-921-8. {{استشهاد بكتاب}}: الوسيط غير المعروف |capítulo= تم تجاهله (مساعدة)، الوسيط غير المعروف |editorial= تم تجاهله يقترح استخدام |publisher= (مساعدة)، الوسيط غير المعروف |enlaceautor= تم تجاهله يقترح استخدام |author-link= (مساعدة)، والوسيط غير المعروف |ubicación= تم تجاهله يقترح استخدام |location= (مساعدة)صيانة الاستشهاد: أسماء متعددة: قائمة المؤلفين (link)
- Navarra Ordoño، Andreu (2013). La región sospechosa. La dialéctica hispanocatalana entre 1875 y 1939. Universidad Autónoma de Barcelona. ISBN:978-84-490-2984-4.{{استشهاد بكتاب}}:  صيانة الاستشهاد: أسماء متعددة: قائمة المؤلفين (link)
- Sabaté، Modest (1969). Història de la Lliga. Editorial Brugera.{{استشهاد بكتاب}}:  صيانة الاستشهاد: أسماء متعددة: قائمة المؤلفين (link)

## روابط خارجية
- Grau Mateu, Josep. La Lliga Regionalista y la Lengua Catalana (1903-1923) UPF, ISBN B. 26980-2004 / 84-688-6833-7 (en catalán).